# Euceros albitarsus
Euceros albitarsus ist eine Schlupfwespe aus der Unterfamilie der Eucerotinae. Die Art wurde von dem britischen Entomologen John Curtis im Jahr 1837 erstbeschrieben. Sie ist eine von vier Arten der Gattung Euceros in Deutschland. Das lateinische Art-Epitheton albitarsus bedeutet „weißfüßig“. 

## Merkmale
Die Schlupfwespen sind etwa 7–8 mm lang. Kopf, Thorax sowie das erste Hinterleibssegment sind schwarz gefärbt. Die restlichen Gastersegmente sind rot. Die Vorderflügel weisen ein schmales dunkelbraunes Pterostigma auf. Ein Areolet (geschlossene kleine Zelle) ist nicht vorhanden.
Für die Weibchen gilt: Die Fühler sind vollständig verdunkelt. Das Gesicht ist weißlich gelb. Coxae, Trochanteren und die hinteren Tibien sind schwarz. Die hinteren Tarsen sind mit Ausnahme des weißen Klauengliedes schwarz gefärbt. Die vorderen und mittleren Beine sowie die hinteren Femora sind rot oder gelbrot gefärbt.
Für die Männchen gilt: Das Gesicht ist hellgelb gefärbt. Die basalen und mittleren Geißelglieder sind vollständig oder zumindest teilweise gelb gefärbt. Die mittleren Geißelglieder sind verbreitert und abgeflacht. Das Pronotum weist seitlich jeweils einen weißlich gelben Längsstrich auf. Die Beine sind überwiegend gelb bis gelbrot gefärbt. Die Coxae, Trochanteren und das basale Ende der Femora sind schwarz. Die hinteren Tibien sind schwarz. Das erste Tarsenglied der mittleren und hinteren Beine ist basal verdunkelt. Das apikale Ende der ersten Tarsenglieder der mittleren und hinteren Beine sowie die restlichen Tarsenglieder der mittleren und hinteren Beine sind weißlich.  

## Verbreitung
Euceros albitarsus ist in Mittel- und Südosteuropa (Bulgarien, Moldawien) sowie auf den Britischen Inseln verbreitet. Weitere Nachweise gibt es aus Italien und Portugal.

## Lebensweise
Die Schlupfwespen beobachtet man gewöhnlich zwischen Mitte April und Ende Mai. Euceros albitarsus ist ein Hyperparasit. Wie bei allen Vertretern der Unterfamilie Eucerotinae legt das Weibchen zahlreiche gestielte Eier an den Futterpflanzen des Sekundärwirtes ab. Bei Euceros albitarsus handelt es sich hierbei um Raupen der Schmetterlingsgattung Erannis aus der Familie der Spanner (Geometridae) sowie vermutlich auch der Gattung Drymonia aus der Familie der Zahnspinner (Notodontidae). Die geschlüpfte Erstlarve hält sich gewöhnlich in der geöffneten Eischale auf und lauert auf eine geeignete Raupe. Kommt so eine vorbei, bohrt sich die Euceros-Larve in diese. Die Euceros-Larve benötigt für ihre weitere Entwicklung eine passende Schlupfwespenlarve. Findet die Euceros-Larve in der Raupe so eine, agiert sie als Endoparasitoid. Sie ernährt sich von dem Inneren der Wirtslarve und tötet diese erst zu einem späteren Zeitpunkt. Für Euceros albitarsus sind Primärwirte aus den Schlupfwespengattungen Ophion und Dusona bekannt.

## Bilder

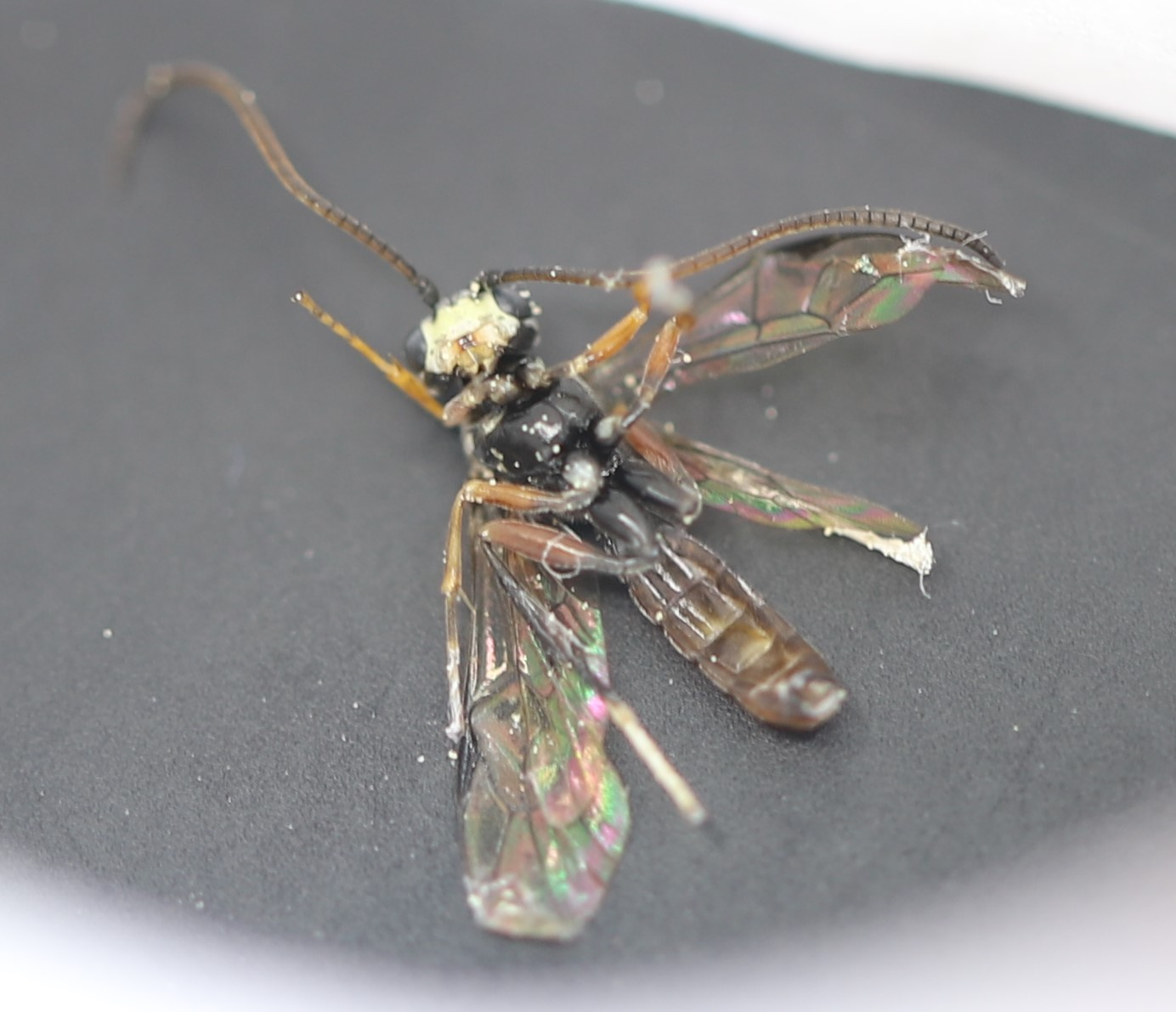
♂ Ventralansicht
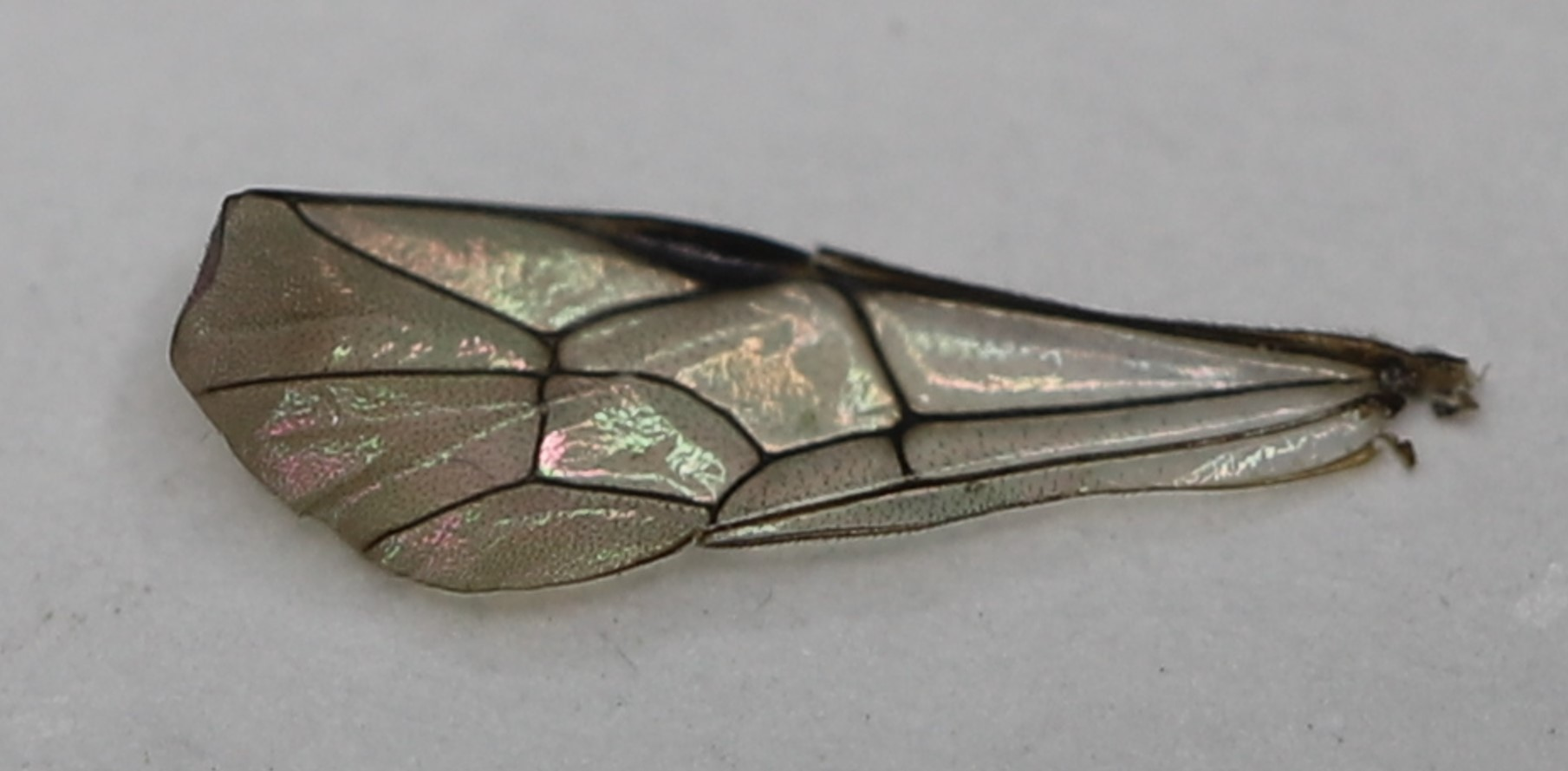
♂ Vorderflügel
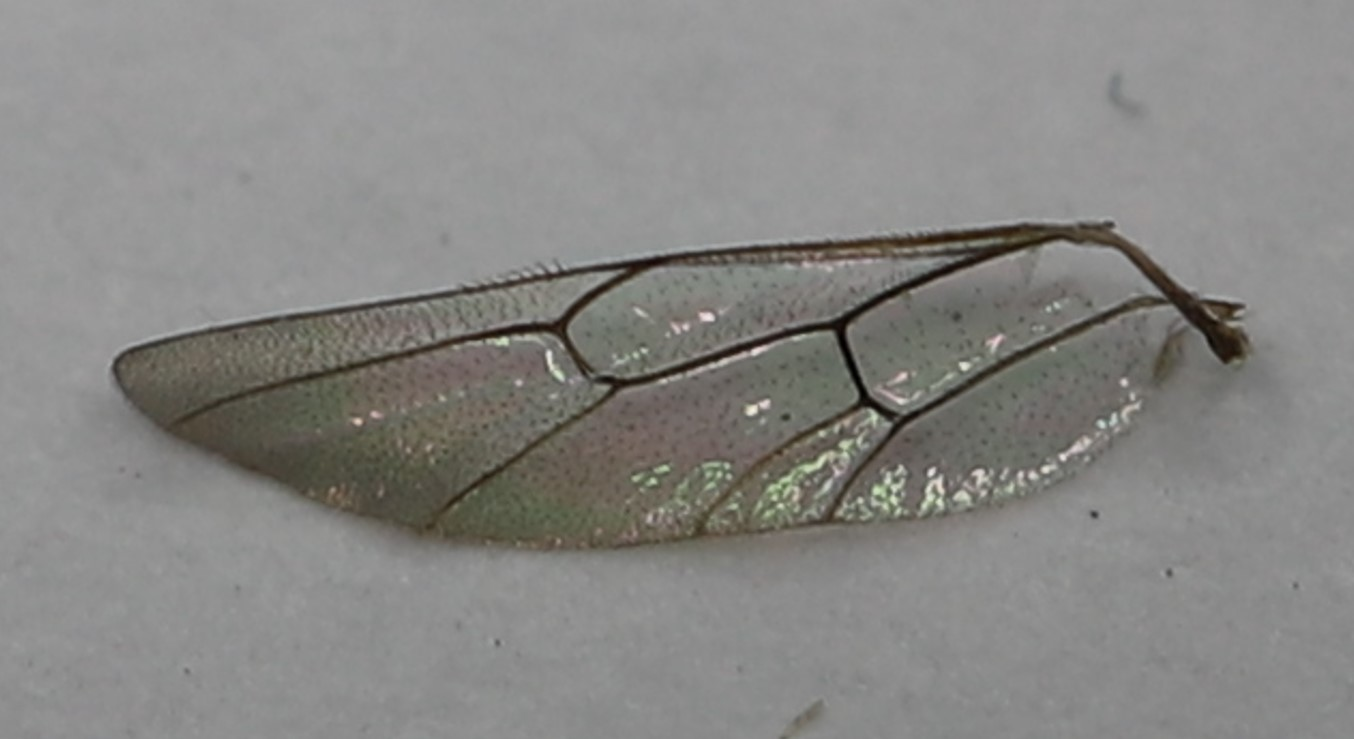
♂ Hinterflügel